# Indonesië
Indonesië, officieel de Republiek Indonesië (Indonesisch: Negara Kesatuan Republik Indonesia, afgekort als NKRI; of gewoon Republik Indonesia, afgekort als RI), ook plaatselijk bekend als Nusantara, is een land in Zuidoost-Azië en Oceanië, gelegen tussen de Indische en Grote Oceaan. Het bestaat uit meer dan 17.000 eilanden, waaronder Sumatra, Java, Sulawesi en delen van Borneo en Nieuw-Guinea. Indonesië is de grootste archipelstaat ter wereld en het 14e grootste land qua oppervlakte, met een oppervlakte van 1,904,569 km2. Met meer dan 280 miljoen inwoners is Indonesië het vierde meest bevolkte land ter wereld en het land met de grootste moslimmeerderheid. Java, het dichtstbevolkte eiland ter wereld, is de thuisbasis van meer dan de helft van de Indonesische bevolking.
Indonesië functioneert als een presidentiële republiek met een gekozen wetgevende macht en bestaat uit 38 provincies, waarvan negen een speciale autonome status hebben. Jakarta, de grootste stad, is het tweede meest bevolkte stedelijke gebied ter wereld. Indonesië deelt landgrenzen met Papoea-Nieuw-Guinea, Oost-Timor en het oostelijke deel van Maleisië, en heeft daarnaast maritieme grenzen met Singapore, het Maleisisch schiereiland, Vietnam, Thailand, de Filipijnen, Australië, Palau en India.
De Indonesische archipel was al sinds de zevende eeuw een belangrijk gebied voor de handel, toen het Sumatrese rijk Srivijaya en later het Javaanse rijk Majapahit commerciële betrekkingen onderhielden met entiteiten uit het Chinese vasteland en het Indisch subcontinent. Door de eeuwen heen namen lokale heersers buitenlandse invloeden op, wat leidde tot de bloei van hindoeïstische en boeddhistische koninkrijken. Soennitische handelaren en soefi-geleerden brachten later de islam naar de regio. Tijdens de tijd van de ontdekkingsreizen streden Europese mogendheden om het handelsmonopolie in de specerijeilanden van de Molukken. Na drieënhalve eeuw Nederlandse koloniale overheersing verkreeg Indonesië zijn onafhankelijkheid na de Tweede Wereldoorlog. Sindsdien heeft het land te maken gehad met uitdagingen zoals separatisme, corruptie en natuurrampen, naast democratisering en snelle economische groei.
De Indonesische eilanden laten een zeer gevarieerd beeld zien wat betreft etniciteit, taal en godsdienst. De Javanen zijn de grootste en politiek gezien dominantste etnische groepering. Als land heeft Indonesië een gemeenschappelijke identiteit verworven die vooral wordt gedefinieerd door de nationale taal, een moslimmeerderheid en een geschiedenis van kolonisatie en het verzet tegen die kolonisatie. Het Indonesische motto luidt Bhinneka Tunggal Ika (vrij vertaald; “Eenheid in diversiteit”). Echter, sektarisch geweld en separatisme steken regelmatig de kop op en hebben tot bloedige confrontaties geleid, die de economische en politieke stabiliteit ondermijnen.
Indonesië ligt in een geologisch actieve regio. Voor de kust van Sumatra via Java tot voorbij de Molukken loopt een subductiezone van de Soendabreuklijn waar de Australische plaat onder de Euraziatische plaat schuift. Dit veroorzaakt aardbevingen met tsunami's en vulkanisme. De Toba, de Tambora en de Krakatau behoren tot de grootste en gevaarlijkste vulkanen op Aarde. Wegens het vulkanisme is op de meeste eilanden de vruchtbaarheid van de bodem zeer hoog wat samen met de hoge temperaturen en overvloedige hoeveelheid neerslag een hoge landbouwopbrengst en een hoge bevolkingsdichtheid mogelijk maakt. Indonesië heeft grote natuurgebieden en 's werelds op een na grootste biodiversiteit. Het land is rijk aan natuurlijke rijkdommen, al blijft armoede een belangrijk kenmerk van het huidige Indonesië.

## Etymologie
De naam Indonesië is afgeleid van het Latijnse woord “Ιndus” dat Ιndia betekent en het Griekse woord voor eiland, νῆσος “nẽsos”. De naam dateert uit de 18e eeuw, dus nog van voor de onafhankelijkheid van Indonesië. In 1850 stelde de Engelse etnoloog George Earl de term Indunesians (Indonesiër) voor als naam voor de bewoners van de Indische archipel. In dezelfde publicatie gebruikte zijn student, James Richardson Logan de term Indonesia (Indonesië) als synoniem voor de Indische archipel. Deze term werd echter niet door Nederlandse academici uit Nederlands-Indië geaccepteerd. Zij gaven de voorkeur aan het gebruik van de namen Maleische Archipel, Nederlandsch Oost Indië, of kortweg Indie, de Oost en soms zelfs Insulinde. 
Vanaf 1900 werd het gebruik van de naam Indonesië gebruikelijker in academische kringen buiten Nederland en Indonesische nationalistische groeperingen namen de naam over in hun politieke geschriften.
Het woord Indonesië betekent letterlijk ‘Indische eilandengroep’. Het is als aardrijkskundige term dan ook verwant aan Melanesië, Micronesië en Polynesië. Pas in de twintigste eeuw is Indonesië een staatkundig begrip geworden. Spreekt men van Indonesië met betrekking tot het vroegere verleden, dan hanteert men een aardrijkskundig begrip waarvan de begrenzing niet hoeft samen te vallen met die van de hedendaagse Indonesische staat. Men zou er de hele archipel onder kunnen verstaan die tussen het vasteland van Azië en Australië gelegen is, van de Filipijnen in het noorden tot Timor in het zuiden en van Sumatra
in het westen tot en met Nieuw-Guinea (Irian) in het oosten. Maar om historische redenen is het gebruikelijk de Filipijnen en de oostelijke helft van Nieuw-Guinea niet tot Indonesië te rekenen.
De vroegste vermelding van de naam Indonesië in een Nederlandse krant stamt van 21 maart 1885.
De naam Indonesië werd verder populair gemaakt door de Duitse professor Adolf Bastian die een bestseller schreef genaamd Indonesien oder die Inseln des Malayischen Archipels, 1884-1894. De eerste Indonesische wetenschapper die de naam Indonesië hanteerde was Ki Hajar Dewantara, toen hij in 1913 in Nederland een persbureau opende genaamd Indonesisch Pers-bureau.

## Geschiedenis

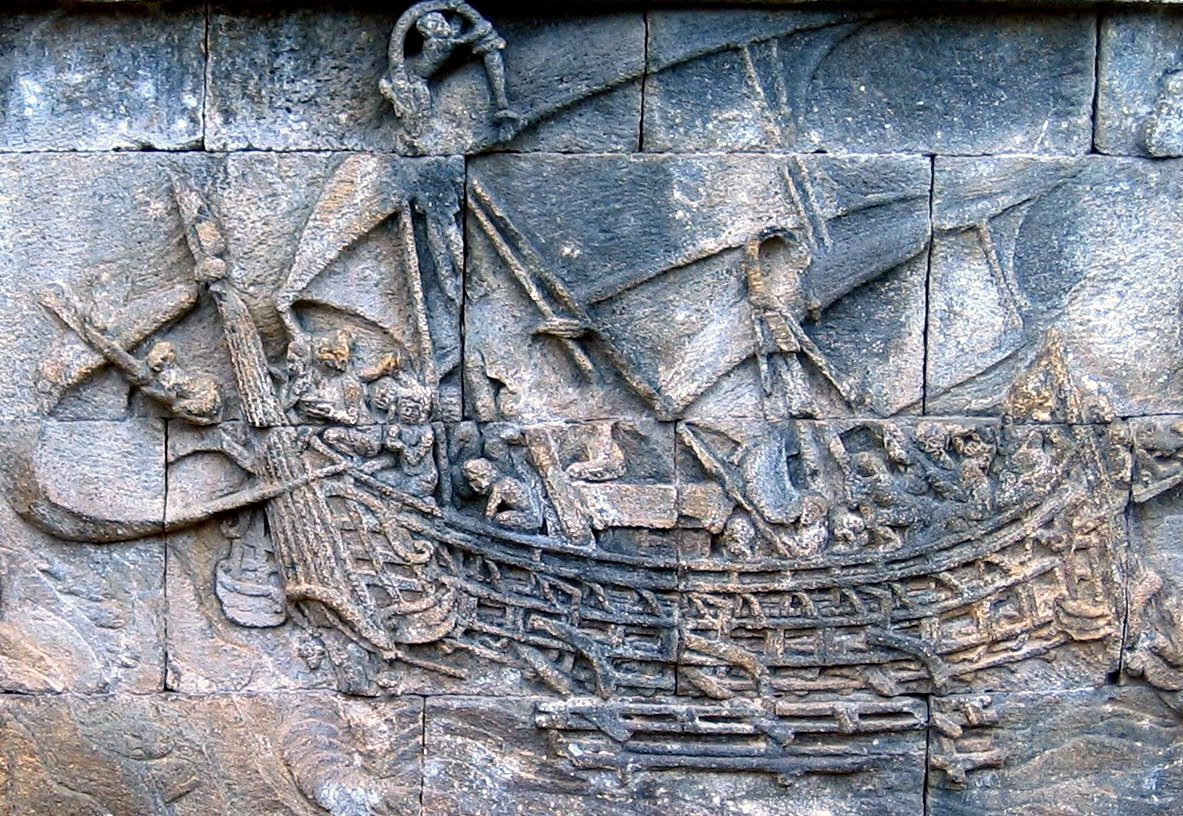
Een schip afgebeeld op de Borobudur, circa 800 na Christus. Mogelijk maakten dergelijke schepen al in de eerste eeuw na Christus handelsreizen tot aan Afrika.

Fossiele resten van Homo erectus, ook bekend als de Javamens, bewijzen dat de Indonesische archipel al bewoond werd zo’n 2.000.000 tot 600.000 jaar geleden. Austronesiërs die tegenwoordig het grootste gedeelte van de bevolking vormen migreerden vanaf Taiwan in zuidoostelijke richting. Ze bereikten Indonesië ongeveer 2000 voor Christus en verdreven daarbij de inheemse Melanesische bevolking richting het oosten. De ideale omstandigheden voor landbouw en de ontwikkeling van natte rijstbouw rond 800 v.Chr. zorgden ervoor dat dorpen, steden en kleine koninkrijken konden floreren rond de eerste eeuw v.Chr.. De zeestraten die in Indonesië zeer gunstig gelegen zijn, stimuleerden zowel de handel tussen de eilanden als de internationale handel. De handelsroutes met bijvoorbeeld de Indiase koninkrijken en China ontstonden reeds enkele eeuwen v.Chr.. Deze handel heeft sindsdien de geschiedenis van Indonesië sterk bepaald.
Vanaf de 7e eeuw floreerde het zeevarende koninkrijk Shrivijaya als gevolg van de handel en de invloed van het hindoeïsme en boeddhisme dat hiermee geïmporteerd werden. Tussen de achtste en de 10e eeuw gingen de hoogontwikkelde landbouwbeschavingen van de boeddhistische Shailendra en hindoeïstische Mataram ten onder in de binnenlanden van Java. Ze lieten schitterende religieuze bouwwerken achter zoals de Borobudur gebouwd door de Shailendra's en de Prambanan van de Matarams. Het hindoeïstische Majapahit koninkrijk ontstond op oostelijk Java in de late 13e eeuw en onder Gajah Mada reikte zijn invloed over het grootste gedeelte van Indonesië. Deze periode wordt ook wel de gouden eeuw van Indonesië genoemd.
Hoewel islamitische handelaren al sinds het begin van het islamitische tijdperk Indonesië bezochten, dateren de eerste aanwijzingen voor een islamitische populatie pas uit de 13e eeuw, toen een groot gedeelte van het eiland Sumatra zich tot de islam bekeerd had. Geleidelijk namen steeds grotere gedeelten van Indonesië de islam over als geloof en tegen het eind van de 16e eeuw was het zowel in Java als Sumatra de dominante religie. De islam overlapte en mixte met de reeds bestaande culturele en religieuze tradities, die van hun kant ook weer de vorm van de islam bepaalden, vooral op Java. Gedurende de 16e t/m de 18e eeuw bestond Indonesië uit een bonte verzameling zelfstandige koninkrijken, islamitische sultanaten en zelfstandige eilanden. In de loop van de 17e en 18e eeuw werd de Nederlandse greep op het eilandenrijk geleidelijk steeds sterker. De 19e eeuw zag de incorporatie van Indonesië in het Nederlandse koninkrijk, en na het neerslaan van verschillende opstanden (zoals de Atjehoorlog) was 'Indië' tegen 1910 volledig een kolonie van Nederland geworden.

### Nederlands bewind

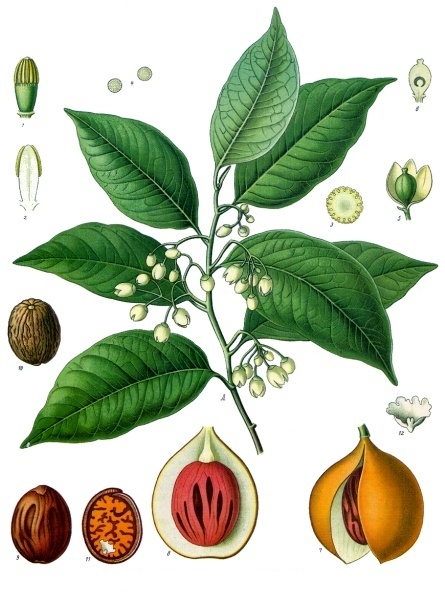
De nootmuskaatplant is een inheemse plant op de Indonesische Banda eilanden. Ooit was dit een van 's werelds meest kostbare handelswaren.

De eerste Europeanen arriveerden in 1512. Portugese handelaren, onder leiding van Francisco Serrão, probeerden de herkomst van de specerijen nootmuskaat, kruidnagel en peper te vinden en deze voor de internationale handel te beheersen.
Al snel volgden Nederlandse en Britse handelaren. In 1602 richtten de Nederlanders de Verenigde Oost-Indische Compagnie op, ook wel VOC genoemd, en vormden zij de belangrijkste Europese macht in de regio. Na het faillissement van de VOC in 1798 kregen de Nederlandse belangen in het huidige Indonesië vanaf 1816 de officiële naam Nederlands-Indië mee en werden ze een kolonie.
Tijdens het grootste gedeelte van de koloniale periode had Nederland slechts een lage mate van autoriteit in de gehele archipel. In de 20e eeuw waren Nederlandse troepen vaak bezig met het neerslaan van opstanden op Java.
Pas in de jaren twintig van de twintigste eeuw kreeg de Nederlandse dominantie de omvang tot wat heden ten dage de grenzen zijn van Indonesië. Nederland richtte scholen op waar de inheemse bevolking, gescheiden van de Nederlands-Indische bevolking, onderwijs kreeg. Ook gingen sommige inheemsen in Nederland naar onderwijsinstellingen. Door tijdelijk in Nederland te wonen, kwamen ze in contact met politieke ideeën uit Europa, zoals liberalisme en socialisme. Eens terug in hun eigen land, stonden ze veel kritischer tegenover de koloniale uitbuiting.
Nederland onderdrukte inheemsen met nationalistische ideeën onder meer door het inrichten van een concentratiekamp in Nieuw-Guinea, Boven-Digoel (vanaf 1926). Nederland ontwikkelde de landbouw sterk, onder meer door een gespecialiseerde opleiding voor tropische landbouw in Deventer, en wist naast de traditionele zeer winstgevende gewassen als peper en foelie ook veel te verdienen aan andere landbouwproducten, zoals rubber en suiker. Indonesië werd een rijstexporteur van betekenis. Nederland ontwikkelde ook de oliewinning (Koninklijke Olie) en mijnbouw, waardoor Indonesië de vierde olieproducent ter wereld werd. De bevolking groeide van 1900 tot 1940 van 43 tot 70 miljoen mensen, oftewel met bijna 65 procent.

### Japanse bezetting
De Japanse invasie in 1942 verliep snel en de geallieerden verloren hier in twee weken tijd 24 schepen met ruim 3500 man, dat is meer dan de Amerikanen in Pearl Harbor. De daaropvolgende bezetting van Nederlands-Indië maakte tijdelijk een eind aan het Nederlandse bewind en stimuleerde de tot dan toe onderdrukte Indonesische onafhankelijkheidsbeweging. Tijdens de Japanse bezetting werden vele Nederlanders - bijna 40% - onder mensonterende omstandigheden opgesloten in jappenkampen en de Indonesiërs werden gedwongen als dwangarbeiders (Romoesja's) om mee te helpen met de Japanners. Dit viel echter in het niet bij de overige gevolgen van het beheer van de Japanners voor de Indonesische bevolking; de Japanners stichtten een terreurbewind met vele duizenden executies, niet zelden door onthoofding.
Door Japans (militair) wanbeheer ontstond in 1943 een grote hongersnood, die tot in 1944 en op sommige plaatsen tot de bevrijding duurde en volgens dr. L. de Jong 2,5 miljoen doden eiste, volgens anderen tot 4 miljoen. In de latere geschiedschrijving in Nederland kwam het leed van de Indonesische bevolking vrijwel niet aan de orde. De economie stortte feitelijk in en de grote productie van de voornaamste voortbrengselen zoals rubber, suiker, rijst, palmolie daalde drastisch.
Opmerkelijke Japanse projecten die tientallen duizenden levens hebben gekost zijn de Pakanbaroe-spoorweg (26.000 doden), de Birmaspoorweg (106.000 doden), de Bantenspoorweg(naar schatting rond 20.000 slachtoffers, uitsluitend onder de inheemse bevolking) en de slaventransporten op de zogenaamde helleschepen, waarbij de grootste scheepsramp uit de Nederlandse en Indonesische geschiedenis plaatsvond, die met de Junyo Maru, waarbij 5600 mensen verdronken. In de stad Pontianak op Kalimantan werden 1600 tot volgens sommigen 21.000 mensen door de Japanners omgebracht wegens vermeende deelname aan een anti-Japans complot, dat verzonnen bleek.

### Onafhankelijkheidsstrijd en recente geschiedenis

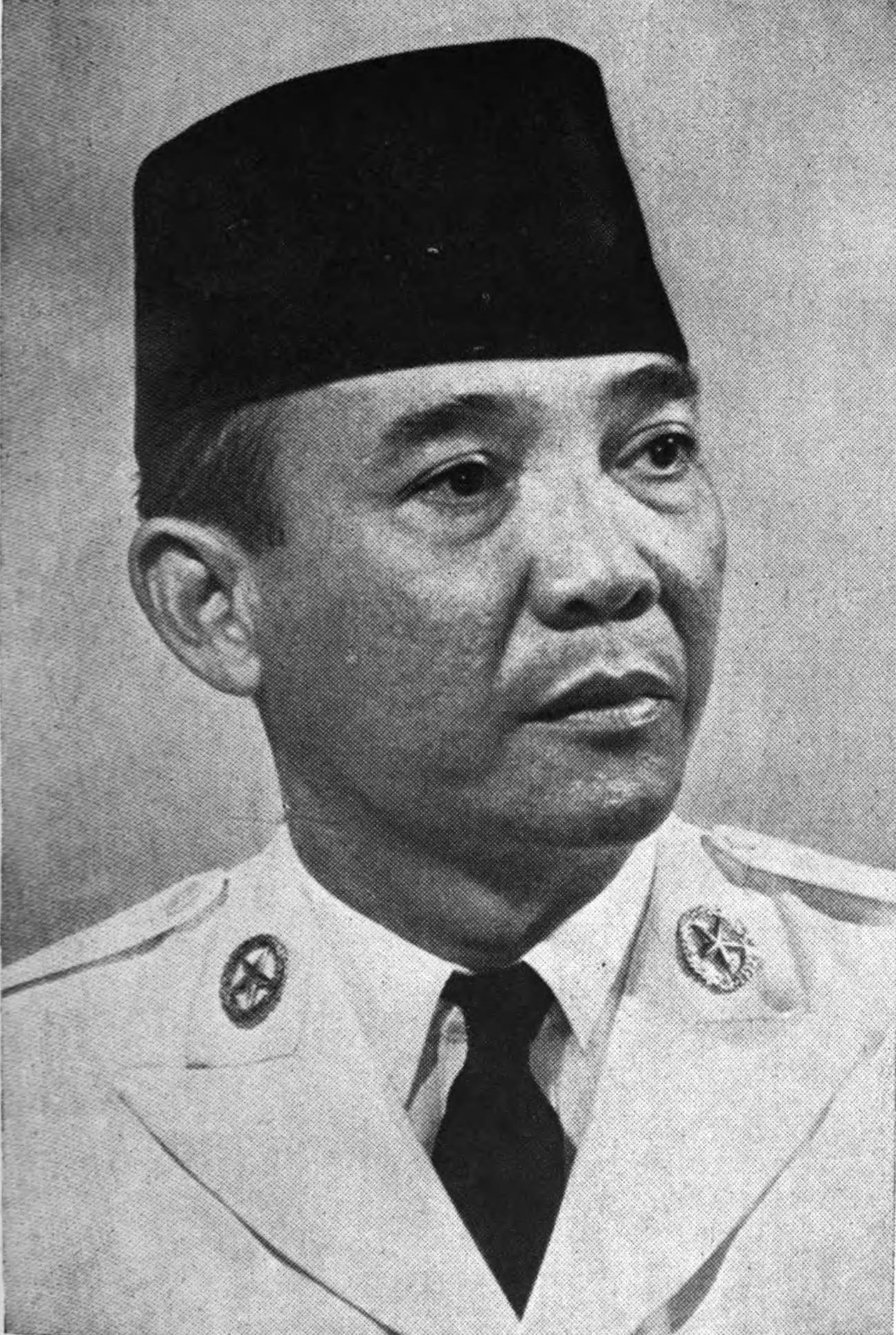
Soekarno

Vele nationalistische sympathisanten kozen voor samenwerking met de Japanners. Op 17 augustus 1945, twee dagen na de overgave van Japan, verklaarden ten huize van de Japanse admiraal Tadashi Maeda in Batavia de invloedrijke nationalistische leiders Soekarno en Hatta Nederlands-Indië onafhankelijk en Soekarno werd de eerste zelfbenoemde president van de Republiek Indonesië. Tijdens de "Bersiap" (1945-1946) vermoordden paramilitaire organisaties en bendes in het land verblijvende Nederlanders, Indische Nederlanders, en met de Nederlanders samenwerkende inheemsen. Nederland erkende de stichting van de Republiek niet en verzette zich hiertegen. Het stuurde opnieuw troepen naar Nederlands-Indië en probeerde door middel van de zogenaamde "politionele acties" de voorgenomen onafhankelijkheid met harde hand ongedaan te maken. Wat volgde was de Indonesische Onafhankelijkheidsoorlog. Tijdens de Nederlandse handhaving op Java werd het grootste deel van de voorgenomen Indonesische regering in Jogyakarta gevangengenomen. Het gedachtegoed van een onafhankelijke Indonesië werd daarom enige tijd vertegenwoordigd door een noodkabinet in Bukittinggi (Sumatra). Onder grote politieke druk van de internationale gemeenschap erkende Nederland met de soevereiniteitsoverdracht, die plaatsvond op 27 december 1949 in Amsterdam, de Indonesische onafhankelijkheid, echter met uitzondering van Westelijk Nieuw-Guinea. Alleen dit nog Nederlandse deel werd uiteindelijk na een strijd in 1962 tussen Nederlandse en Indonesische milities via een tussenbewind van de Verenigde Naties in 1963 aan Indonesië overgedragen.
Door het organiseren van de Azië-Afrika Conferentie in april 1955 te Bandung markeerde Indonesië het begin van het einde van het kolonialisme in Azië en Afrika en het begin van het door de Aziatische en Afrikaanse landen opeisen van een eigen rol op het wereldtoneel.
Soekarno veranderde na de onafhankelijkheid van een democraat in een autoritair leider en onderhield zijn machtsbasis door te balanceren tussen het leger en de Communistische Partij van Indonesië (CPI). Een poging tot een coup in 1965 werd verhinderd door het leger dat meteen daarop een anticommunistische operatie begon. Tijdens deze operatie kreeg de CPI de schuld van de coup en de partij werd verpletterd door het leger; tussen de 500.000 en 1 miljoen mensen werden gedood. Het hoofd van het leger, generaal Soeharto, maakte gebruik van de politieke zwakte van Soekarno en werd formeel tot president benoemd in maart 1968. Zijn regering van "nieuwe orde" werd ondersteund door de regering van de Verenigde Staten en dit stimuleerde de buitenlandse investeringen in Indonesië. Het gevolg hiervan was een stabiele economische groei voor meer dan 30 jaar. De "nieuwe orde"-politiek werd in Indonesië en internationaal sterk bekritiseerd vanwege de corruptie en de onderdrukking van de politieke oppositie.
Tijdens de Aziatische financiële crisis in 1997 en 1998 was Indonesië het land dat het hardst getroffen werd. Dit verergerde de ontevredenheid onder de burgers over de regering en uiteindelijk leidde het tot grootschalige protesten. Soeharto trad hierdoor uiteindelijk af op 21 mei 1998. In 1999 stemde Oost-Timor voor onafhankelijkheid van Indonesië. Dit gebeurde na een hardhandige 25-jarige militaire bezetting van het gebied, die slechts ten einde kwam na tussenkomst van de Verenigde Naties. Het tijdperk van de "reformasi" na het aftreden van Soeharto heeft tot nu toe geleid tot een democratischer politiek milieu, inclusief een programma voor regionale autonomie en de presidentsverkiezingen van 2004. Echter, politieke instabiliteit, sociale onrust en corruptie hebben het democratiseringsproces aanzienlijk vertraagd. Hoewel de relatie tussen de verschillende etnische en religieuze groeperingen over het algemeen harmonieus is, blijft sektarische geweld in sommige gebieden een probleem. In 2005 werd er een politiek akkoord gesloten tussen de regering en de gewapende rebellen van de separatistische beweging GAM (Gerakan Aceh Merdeka) in Atjeh. Sindsdien noemen deze laatsten zich een overgangsorganisatie, Komite Peralihan Aceh (KPA).

## Geografie

### Fysieke kenmerken

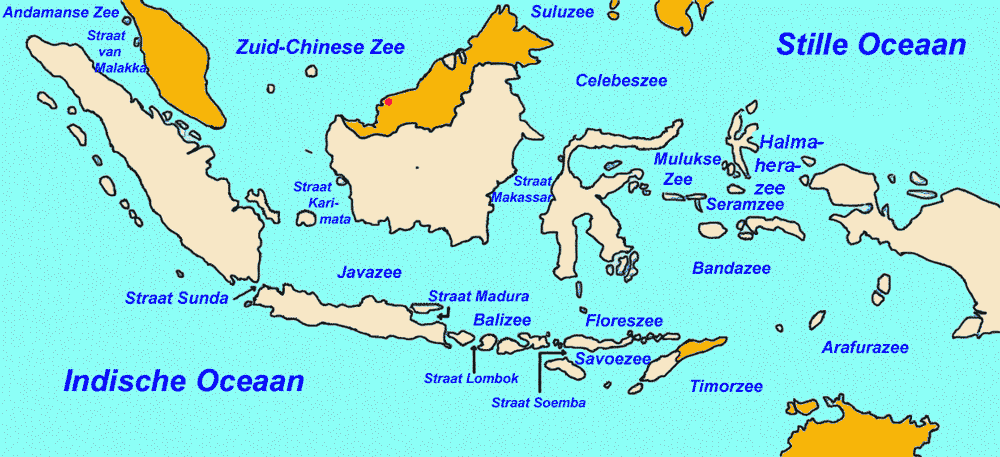
Zeeën en eilanden van Indonesië

Indonesië bestaat uit, volgens verschillende onderzoeken en schattingen, tussen de 13.500 en 18.500 eilanden. Volgens het meest recente onderzoek van de Indonesische overheid gaat het om 14.572 eilanden, waarvan er enkele duizenden bewoond worden (het CIA World Factbook spreekt van 6.000 bewoonde eilanden, terwijl de Indonesische overheid zelf uitgaat van 2.342). Indonesië maakt deel uit van de Indische Archipel die samen uit 23.288 eilanden bestaat. De vijf grootste eilanden zijn Java, Sumatra, Borneo (gedeeld met Brunei en Maleisië), Nieuw-Guinea (gedeeld met Papoea-Nieuw-Guinea) en Sulawesi. Landsgrenzen zijn er - door gedeelde eilanden - met Maleisië (Borneo), Papoea-Nieuw-Guinea (Nieuw-Guinea) en Oost-Timor (Timor); voorts zijn er zeegrenzen met Singapore, Maleisië, de Filipijnen en Australië.
De hoofdstad en grootste stad is Jakarta op het eiland Java. Enkele grote steden zijn Surabaya (Java), Medan (Sumatra), Padang (Sumatra), Bandung (Java) Yogyakarta (Java), Denpasar (Bali). Het hoogste punt van het land is de bijna 4.900 meter hoge Puncak Jaya in de provincie Papoea. Indonesië bevindt zich in drie verschillende tijdzones: UTC+7, UTC+8 en UTC+9.

### Bebossing
Bossen zijn de oorspronkelijke begroeiing van Indonesië en bedekken nog meer dan de helft van het land. In de eilandengroep groeit circa 140 miljoen hectare regenwoud, na Brazilië het grootste ter wereld. In de schaduw van de reusachtige bomen gaat een ongekende plantenrijkdom verscholen. Er wordt circa een miljoen hectare grond per jaar ontbost, omdat de bevolkingsgroei nieuwe landbouwgronden vereist. Verbranding van bomen om een stuk grond bouwrijp te maken, zoals door de Dajaks eeuwenlang toegepast (zwerflandbouw), veroorzaakte weinig schade aan het bos. Ontbossing door nieuwe bewoners richt daarentegen grote schade aan. Een verwoestend effect op de natuur is het feit dat tropisch hout een belangrijke inkomstenbron vormt.

### Planten, dieren, klimaat en milieu

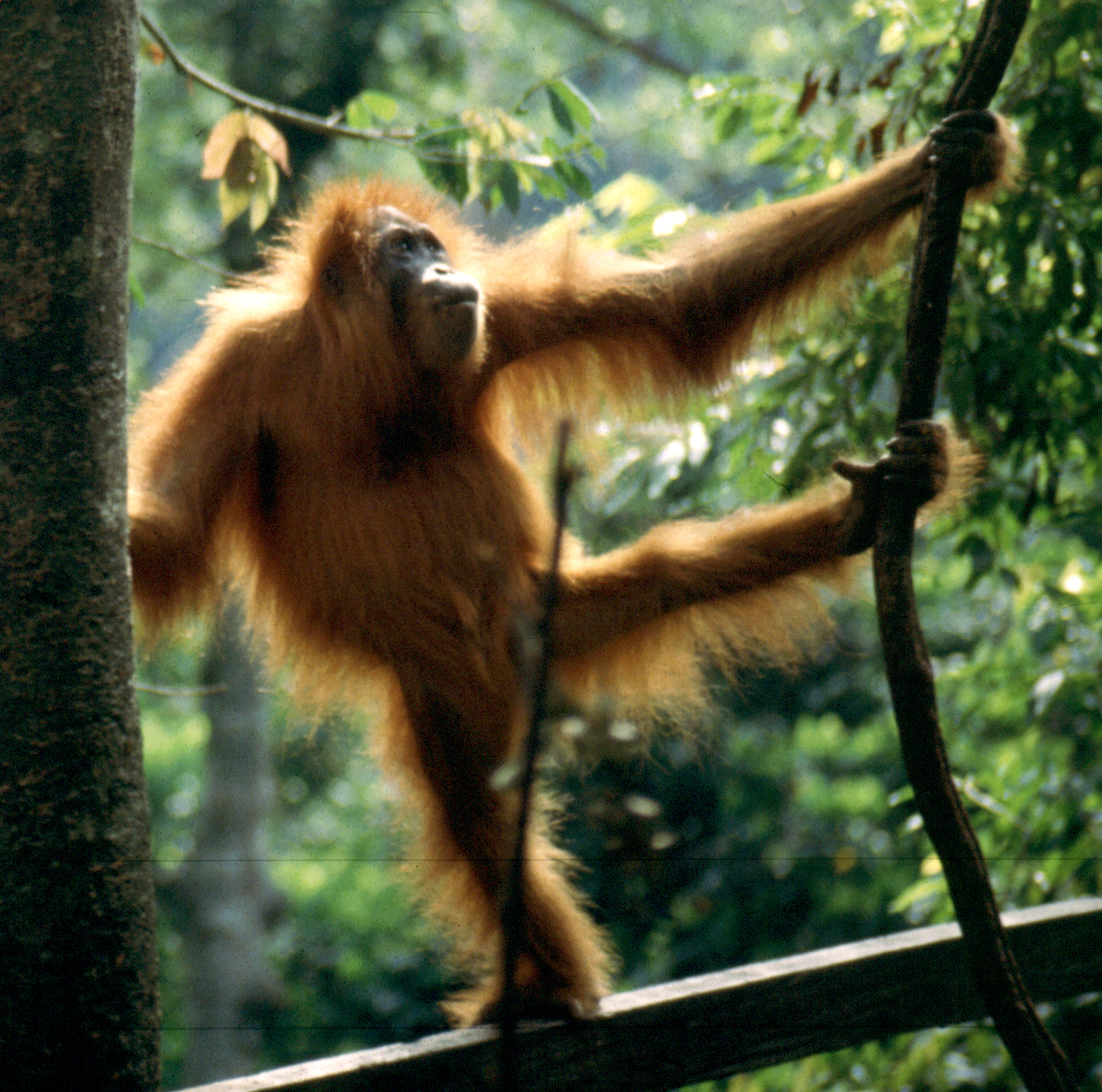
Een orang-oetan op Sumatra

Door zijn afmetingen, tropische klimaat en doordat het een eilandenrijk is, bezit Indonesië na Brazilië 's werelds grootste biodiversiteit. De flora en fauna zijn een mix van zowel Aziatische als Australische soorten. Ooit was een groot gedeelte van de eilanden zoals Sumatra, Borneo, Java en Bali verbonden met het Aziatische vasteland en ze bezitten daardoor een grote rijkdom aan Aziatische soorten. Grote diersoorten zoals de Sumatraanse tijger, Javaanse tijger, Javaanse neushoorn, orang-oetan, Aziatische olifant en luipaard kwamen ooit oostelijk tot aan Bali voor. Van deze diersoorten zijn zowel hun aantallen als hun leefgebied drastisch ingekrompen.
Het land wordt voor ongeveer 60% met bos bedekt. Op Kalimantan en Sumatra bestaat de begroeiing vooral uit Aziatische soorten. Op Java zijn de meeste bossen gekapt voor menselijke bewoning en voor landbouwdoeleinden. Sulawesi, Kleine Soenda-eilanden en Maluku zijn al sinds zeer lange tijd niet meer verbonden met het Aziatische vasteland en hebben een eigen unieke flora en fauna ontwikkeld. Nieuw-Guinea was onderdeel van de Australische landmassa en daarom zijn de soorten op dat eiland sterk verwant met de Australische soorten, waaronder meer dan 600 vogelsoorten.

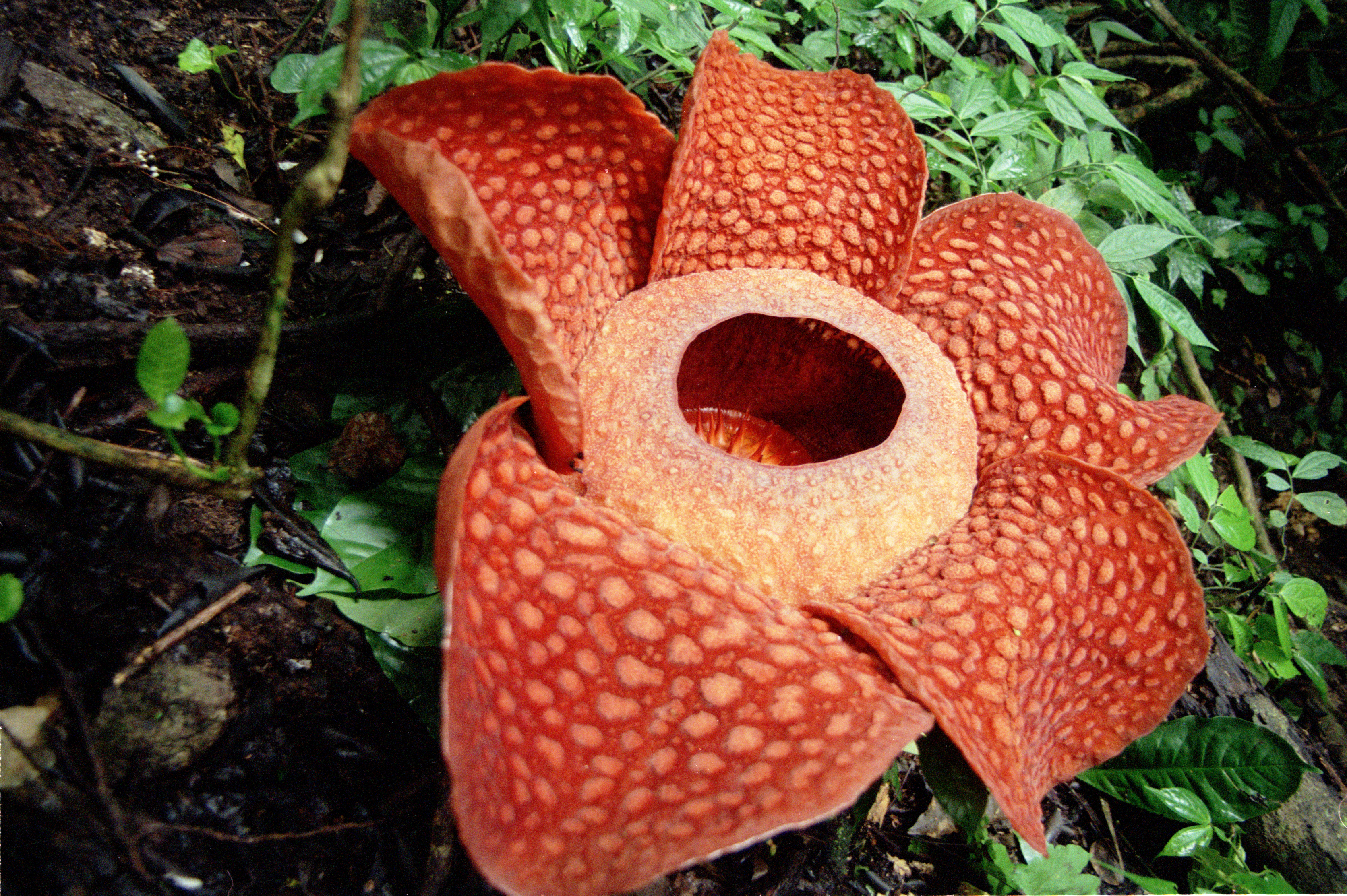
De rafflesiaplant is bekend om zijn enorme omvang en afstotende geur

Indonesië is na Australië het tweede land wat betreft het percentage endemische soorten. 26% van de 1531 vogelsoorten en 39% van de 515 zoogdiersoorten is endemisch in Indonesië.
De 80.000 km kustlijn van Indonesië wordt voornamelijk omringd door tropische zeeën die bijdragen aan de hoge biodiversiteit. Indonesië heeft een zeer grote verscheidenheid aan zee en kust ecosystemen, waaronder stranden, duinen, estuaria, mangrovebossen, koraalriffen, zeegrasvelden, moddervlaktes en getijdevlaktes.
De Britse wetenschapper Alfred Wallace, beschreef de scheidslijn tussen de distributie van Indonesische Aziatische en Australische soorten. De zogenaamde Wallacelijn, geeft de grens aan tussen de Aziatische en de Australische fauna. De lijn loopt grofweg noord-zuid langs de rand van het Australische continent tussen Kalimantan en Sulawesi en door de diepe straat van Lombok, tussen Lombok en Bali. Westelijk van deze lijn zijn de flora en fauna voornamelijk Aziatisch, oostelijk van Lombok neemt het percentage Australische soorten toe. In zijn boek uit 1869 genaamd The Malay Archipelago, beschreef Wallace een groot aantal soorten die uniek zijn voor deze regio die daardoor ook 'Wallacea' genoemd wordt.
De hoge populatiedruk en snelle industrialisatie zijn belangrijke bedreigingen voor de ecologie. Aan deze bedreigingen wordt in Indonesië slechts mondjesmaat prioriteit gegeven door de hoge mate van armoede. Een van de belangrijke ecologische problemen is de grootschalige ontbossing (waarvan een groot gedeelte illegaal) en de daarmee gepaard gaande bosbranden die voor sterke smogvorming zorgen in grote gedeeltes van westelijk Indonesië, Maleisië en Singapore. Andere problemen zijn overbevissing en milieuproblemen die gepaard gaan met de snelle verstedelijking en economische ontwikkeling, zoals luchtvervuiling, verkeersopstoppingen, problemen met de afvalverwerking en drinkwater-en afvalwatermanagement. Vernietiging van hun natuurlijke habitat bedreigt een groot gedeelte van de inheemse soorten, waaronder 140 zoogdieren die door de IUCN geclassificeerd worden als bedreigd en 15 soorten die als zeer kritisch bedreigd worden geclassificeerd, waaronder de orang-oetan.

### Klimaat
Indonesië heeft een tropisch klimaat. De gemiddelde jaartemperatuur ligt in het gehele land rond de 30 graden Celsius. Afhankelijk van de moesson kennen de meeste delen van het land een regentijd en een droge periode; alleen op Sumatra en Kalimantan is de neerslag over het gehele jaar vrij gelijkmatig verdeeld. In december, januari en februari regent het tussen Zuid-Sumatra en Oost-Timor.

## Bevolking
De totale bevolking van Indonesië bestond in 2017 uit een aantal van 260.580.739 inwoners. Alleen al op het eiland Java leven meer dan 124 miljoen Indonesiërs en het is daarmee het dichtstbevolkte eiland ter wereld. Ondanks het bestaan van een redelijk succesvol familieplanning-programma dat al sinds de jaren 60 in werking is, verwachtte men in 2003 dat de populatie in 2035 tot 315 miljoen zal groeien, gebaseerd op de toenmalige bevolkingsgroei van 1,25% per jaar. De groeisnelheid blijkt echter 1% te zijn, waardoor men schat dat in 2035 er 297 miljoen inwoners zullen zijn.

### Etnische groepen

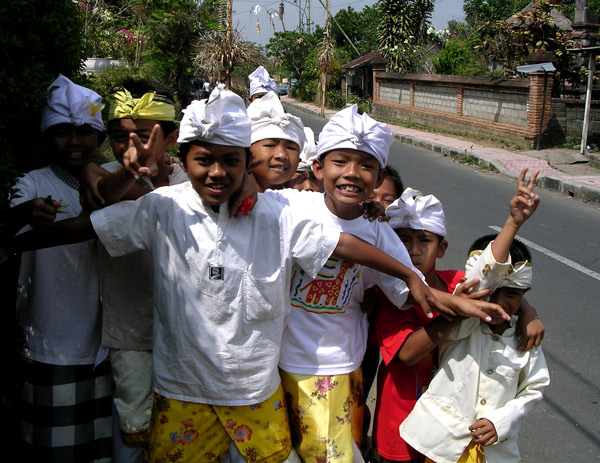
Kinderen in traditionele Balinese kleren, in de stad Ubud.

De Indonesische bevolking bestaat uit honderden etnische groepen, elk met hun eigen mythen en legenden die uitleg geven over de oorsprong van hun volk, de verhalen van hun voorouders en de demonen of goden in hun geloofssystemen. In geheel Indonesië worden ongeveer 300 afzonderlijke etnische groeperingen onderscheiden en worden er 742 verschillende talen en dialecten gesproken.
De meeste Indonesiërs stammen af van Austronesiërs die afkomstig waren van Taiwan. Een ander groot gedeelte van de Indonesiërs stamt af van de Melanesiërs, die vooral in het oosten wonen (Molukken, Oost-Nusa Tenggara Westelijk Nieuw-Guinea).
De grootste groep is die van de Javanen die 42% van de bevolking uitmaken en politiek en cultureel dominant zijn. De Soendanezen, de etnische Maleisiërs en de Madoerezen zijn de grootste niet-Javaanse etnische groeperingen. Kleine maar belangrijke groeperingen in Indonesië zijn de Chinezen (Chinese Indonesiërs), Indiërs, Europeanen en Arabieren, die voornamelijk zijn geconcentreerd in stedelijke gebieden. Er is een zekere mate van nationaal gevoel, naast de sterk gecultiveerde regionale identiteit. De Indonesische gemeenschap is over het algemeen harmonieus hoewel sociale, religieuze en etnische spanningen vroeger en vandaag hebben geleid tot onderlinge gewelddadigheden.
Chinezen in Indonesië zijn een belangrijke etnische minderheid die in totaal minder dan 5% van de bevolking uitmaakt. Een onevenredig groot gedeelte van de particuliere handel en rijkdom wordt beheerst door de Chinezen, wat heeft bijgedragen aan racistische anti-Chinese ressentimenten en zelfs tot xenofoob anti-Chinees geweld. Deze bevolkingsgroep wordt vaak gezien als zondebok bij economische recessies.

### Talen
De officiële nationale taal, het Indonesisch (Bahasa Indonesia), wordt op alle scholen onderwezen en wordt door bijna elke Indonesiër gesproken. Het is de taal van de handel, politiek, media, onderwijs en academici. Het was oorspronkelijk de lingua franca voor het grootste gedeelte van de regio, inclusief Maleisië, en heeft daarom ook veel Maleise invloeden. Het Indonesisch werd voor het eerst gepromoot door de nationalisten in de jaren 20 en het werd tot officiële landstaal verheven na de onafhankelijkheid in 1945. De meeste Indonesiërs spreken meestal ook een van de honderden lokale talen (bahasa daerah), vaak ook als eerste taal. Van de lokale talen wordt het Javaans het meest gesproken als de taal van de grootste etnische groepering. Aan de andere kant worden op het eiland Nieuw-Guinea meer dan 500 Papoea- en Austronesische talen gesproken, op een totaal van 2,7 miljoen inwoners. Een gedeelte van de oudere inwoners spreekt nog steeds in meer of mindere mate Nederlands.

### Religie

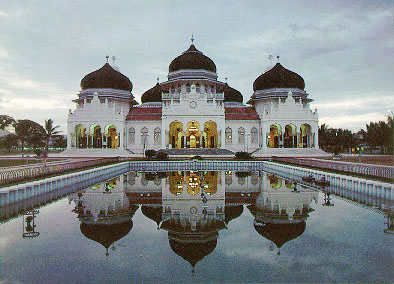
De Grote Moskee van Banda Atjeh

Hoewel de religieuze vrijheid is vastgelegd in de Indonesische grondwet worden er slechts vijf religies officieel erkend. Dat zijn de islam, het protestantisme, het katholicisme, het hindoeïsme en het boeddhisme.
Hoewel het geen islamitische staat is, is Indonesië het land met de grootste moslimpopulatie in de wereld. Tijdens de telling van 2000 bleek dat 86,1% van de Indonesiërs zichzelf moslim noemden. Christenen maken 8,7% van de bevolking uit, 3% is hindoe en 1,8% boeddhist of iets anders. De meeste Indonesische hindoes zijn Balinezen en de meeste boeddhisten zijn etnische Chinezen. Hoewel ze minderheidsreligies zijn hebben het hindoeïsme en het boeddhisme nog steeds een belangrijke invloed op de Indonesische cultuur. De islam werd in de 13e eeuw het eerst overgenomen door de Indonesiërs uit het noorden van Sumatra, als gevolg van de invloed van handelaren en tegen de 16e eeuw werd het de belangrijkste religie. Het katholicisme werd door de Portugese kolonisators en missionarissen meegebracht, terwijl het protestantisme werd geïntroduceerd door de Nederlandse calvinistische en lutherse zending tijdens de koloniale periode. Een groot gedeelte van de Indonesiërs, zoals de Javaanse moslims, de Balinese hindoes en de christelijke Dajaks praktiseren een minder orthodoxe syncretische vorm van hun religie, die sterk beïnvloed is door de lokale gebruiken en geloof.

## Politiek

### Staatsinrichting

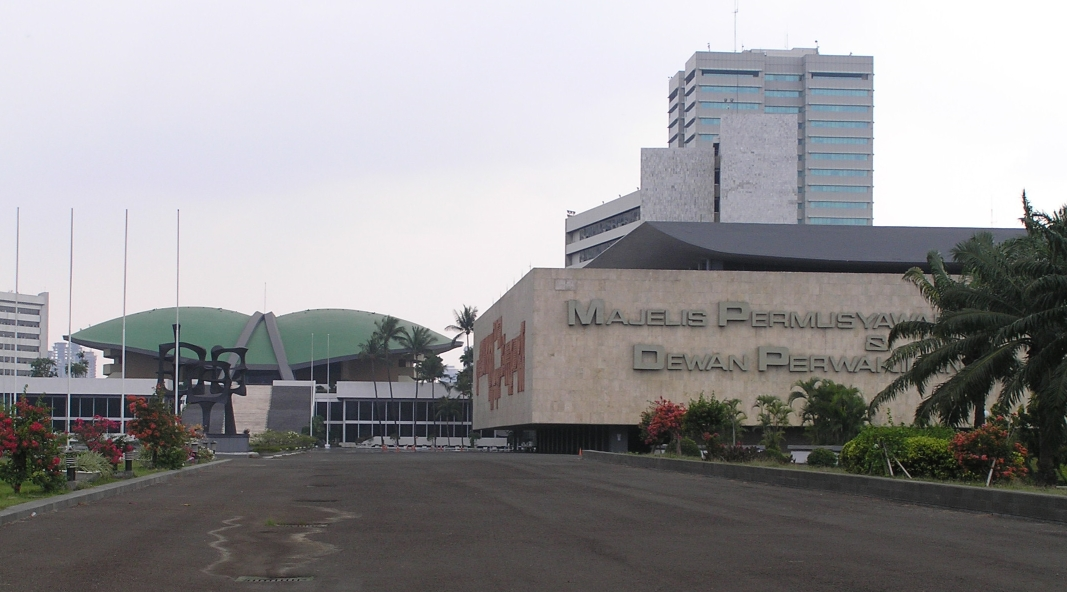
Het parlementsgebouw in Jakarta.

Indonesië is na de onafhankelijkheid van Nederland (op 17 augustus 1945 uitgeroepen door onder anderen Soekarno, door Nederland officieel overgedragen op 27 december 1949) omgevormd tot een republiek. Nadat president Soeharto, die in 1967 Soekarno opvolgde, bij de Reformasi in 1998 werd afgezet, heeft het Indonesisch staatsbestel zich razendsnel ontwikkeld van een autoritair systeem naar een meer democratisch systeem. Tegenwoordig is het monopolie op politieke partijen vrijgegeven en zetelen een tiental partijen in het parlement.
Het parlement (het Raadgevend Volkscongres of MPR) heeft de wetgevende macht en is bicameraal, wat wil zeggen dat het parlement bestaat uit twee kamers. De Volksvertegenwoordigingsraad (DPR-RI) met 575 leden is het lagerhuis en de Regiovertegenwoordigingsraad (DPD-RI) met 136 leden is het hogerhuis. Beide kamers worden om de vijf jaar in directe verkiezingen verkozen.
De uitvoerende macht ligt bij de president en hij of zij wordt geassisteerd door de vicepresident. De president benoemt zijn/haar kabinet. De president werd voorheen benoemd door het parlement, maar wordt sinds 2004 direct gekozen door de Indonesische bevolking. De huidige president is Prabowo Subianto vanaf 2024. Het regerende kabinet is het Kabinet Subianto.
Indonesië is nog steeds bezig met de democratisering van de politiek. Enerzijds is dit moeilijk vanwege het feit dat corruptie diepgeworteld is in het land, anderzijds kan Indonesië als een van de weinige democratieën van Zuidoost-Azië worden beschouwd.

### Bestuurlijke indeling

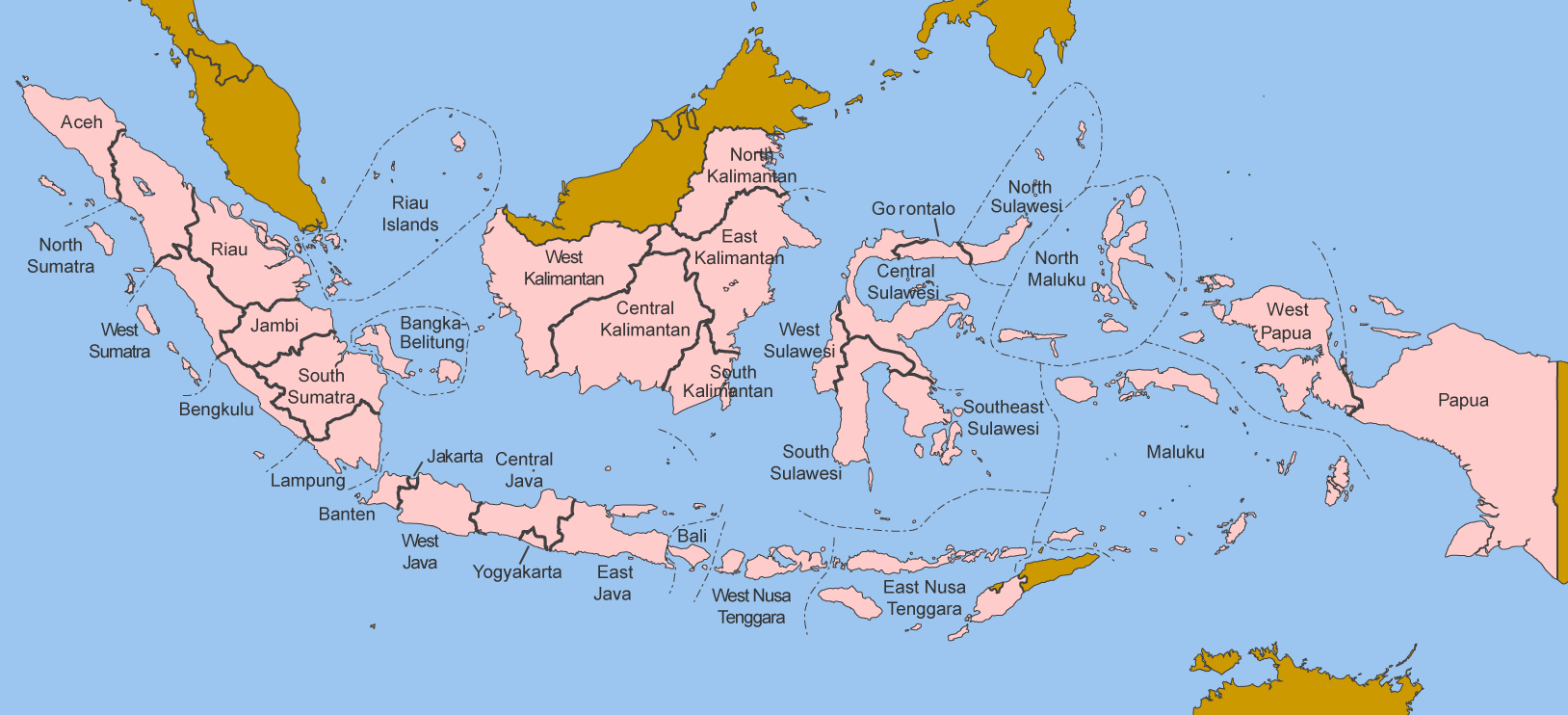
Provincies van Indonesië

De bestuurlijke indeling van Indonesië bestaat sinds november 2022 uit 38 provincies, vijf daarvan hebben een speciale status. Elke provincie heeft haar eigen wetgevende macht en gouverneur. De provincies worden op hun beurt onderverdeeld in regentschappen (kabupaten) en stadsgemeenten (kota), die weer verder kunnen worden onderverdeeld in onderdistricten (kecamatan). Onderdistricten kunnen op hun beurt weer worden onderverdeeld in dorpsregio's (kelurahan) en dorpen (desa). Na de implementatie van het regionale autonomieprogramma in 2001 werden de regentschappen de belangrijkste bestuurlijke eenheden die verantwoordelijk zijn voor de uitvoering van overheidstaken. De dorpsregio’s hebben de meeste invloed op het dagelijks leven en behandelen de zaken die spelen op dorps- of wijkniveau en worden bestuurd door een gekozen dorpshoofd, de lurah of kepala desa.
De provincies Atjeh, Jakarta, Yogyakarta, Papoea en West-Papoea hebben grotere bestuurlijke privileges en een hogere mate van autonomie dan de andere provincies. De regering van Atjeh bijvoorbeeld heeft het recht om een eigen rechtssysteem toe te passen. In 2003 installeerde deze provincie een vorm van de Sharia, (een islamitisch rechtssysteem). De provincie Yogyakarta kreeg haar status als erkenning voor haar centrale rol bij de ondersteuning van de republikeinen tijdens de Indonesische revolutie. Papoea, vroeger ook bekend als Irian Jaya, kreeg een speciale autonomiestatus in 2001. Jakarta heeft een speciale status als hoofdstad van het land.
Hieronder volgt een lijst van alle provincies, opgesomd per eilandengroep.
(Indonesische namen tussen haakjes als ze anders zijn dan in het Nederlands)

* geeft een provincie aan met een speciale status
| - Sumatra (Sumatera) - Atjeh* (Aceh) - Banka-Billiton (Bangka Belitung) - Bengkulu - Jambi - Lampung - Noord-Sumatra (Sumatera Utara) - Riau - Riau-archipel (Kepulauan Riau) - West-Sumatra (Sumatera Barat) - Zuid-Sumatra (Sumatera Selatan) - Java (Jawa) - Banten - Jakarta** - Midden-Java (Jawa Tengah) - Oost-Java (Jawa Timur) - West-Java (Jawa Barat) - Yogyakarta* - Kalimantan, het Indonesische deel van Borneo - Midden-Kalimantan (Kalimantan Tengah) - Oost-Kalimantan (Kalimantan Timur) - West-Kalimantan (Kalimantan Barat) - Zuid-Kalimantan (Kalimantan Selatan) - Noord-Kalimantan (Kalimantan Utara) | - De Kleine Soenda-eilanden (Nusa Tenggara) - Bali - Oost-Nusa Tenggara (Nusa Tenggara Timur) - West-Nusa Tenggara (Nusa Tenggara Barat) - Sulawesi (Sulawesi) - Gorontalo - Noord-Sulawesi (Sulawesi Utara) - Midden-Sulawesi (Sulawesi Tengah) - West-Sulawesi (Sulawesi Barat) - Zuidoost-Sulawesi (Sulawesi Tenggara) - Zuid-Sulawesi (Sulawesi Selatan) - Molukken (Maluku) - Molukken (Maluku) - Noord-Molukken (Maluku Utara) - Nieuw-Guinea (Papua) - Papoea* (Papua, voorheen Irian Jaya) een voorstel tot splitsing in Papua Barat (West-Papoea), Papua Tengah (Midden-Papoea) en Papua Timur (Oost-Papoea) is buiten de afsplitsing van West-Papoea nog niet van de grond gekomen. - West-Papoea (Papua Barat - van 2003 tot 2007: West-Irian Jaya (Irian Jaya Barat)) - Centraal-Papoea (Papua Tengah - sinds 2022) - Papoea-Gebergte (Papua Pegunungan - sinds 2022) - Zuid-Papoea (Papua Selatan - sinds 2022) - Uiterst-West-Papoea (Papua Barat Daya - afgescheiden van Papua-Barat sinds november 2022) |

## Economie
Indonesië is een recent geïndustrialiseerd land met een snelgroeiende economie. Het heeft een gemengde economie waarin zowel de private als publieke sector een belangrijke rol speelt. Het land is de grootste economie van Zuidoost-Azië en behoort tot de top 20 van de grootste economieën ter wereld. Het maakt deel uit van de G20.
Indonesië heeft een snel groeiende dienstensector, die (in 2021) ongeveer 42% van het totale bruto binnenlands product inneemt. Andere belangrijke sectoren zijn de industrie (41%) en landbouw (12%). Van de bevolking is ongeveer 49% werkzaam in de dienstensector, 29% in de landbouw en 22% in de industrie. Circa 25% van de totale export bestaat uit agrarische producten (rubber, kopra, palmolie, thee, koffie, rijst, cacao, tabak, specerijen) en pitriet (rotan). Hout is inmiddels de op een na belangrijkste deviezenbron.
De export van grondstoffen maakte het land in het verleden afhankelijk van de industrielanden; eindproducten moesten voor veel geld worden geïmporteerd. Na de oliecrisis veranderde dit. Begin jaren 90 bestond bijna de helft van de export uit industrieproducten; de textiel-, voedingsmiddelen, elektronica-, meubel- en auto-industrie concentreren zich op Java.

### Mijnbouw en energie
Indonesië bezit grote grondstoffenvoorraden: vooral kolen, aardolie en aardgas, maar ook bauxiet, tin, koper en nikkel. Alle olie- en gaswinning was lange tijd in handen van het staatsbedrijf Pertamina. Tot 2001 was dit een monopolist, maar sindsdien mogen ook andere partijen naar olie en gas zoeken. Tussen 1962 en 2008 was Indonesië lid van de OPEC. In mei 2008 verliet Indonesië deze organisatie van olie-exporteurs. De olieproductie was gepiekt in 1976 en begon serieus te dalen vanaf 1995. Door de sterke groei van de binnenlandse vraag naar olie en olieproducten is het land in 2005 een netto importeur van olie geworden. Indonesië is nu gebaat bij lage olieprijzen.
In 2014 was de energieproductie 458 Mtoe, grotendeels afkomstig van kolen (59%), ruwe olie en aardgas (23%). Duurzame energie droeg 17% bij. (1 Mtoe = 11,63 TWh, miljard kilowattuur.) Dat was meer dan nodig voor de energievoorziening, het  TPES (total primary energy supply): 226 Mtoe. Het land exporteerde 232 Mtoe fossiele brandstof meer dan het importeerde. Bij energieconversie, vooral voor elektriciteitsopwekking, ging ongeveer 60 Mtoe verloren. 8 Mtoe werd gebruikt voor niet-energetische producten zoals smeermiddelen, asfalt en petrochemicaliën.
Voor eindgebruikers resteerde 157 Mtoe waarvan 58 Mtoe (675 TWh) elektriciteit en 17 Mtoe warmtedistributie. De uitstoot van kooldioxide was 437 megaton, dat is 1,7 ton per persoon, veel minder dan het wereldgemiddelde 4,5 ton per persoon.

### Armoede
Volgens het VN-Ontwikkelingsprogramma leefde in 2008 in Indonesië 18,2% van de bevolking onder de armoedegrens.
Relatief gezien heeft Indonesië een sterke positieve ontwikkeling doorgemaakt en ligt deze grens tegenwoordig op hetzelfde niveau als de westerse landen. Natuurlijk moet opgemerkt worden dat verschillende goederen goedkoper zijn in Indonesië dan bijvoorbeeld in Nederland. Eten is relatief goedkoop, een auto is weer relatief duur.

### Corruptie
Op de wereldranglijst van Transparency International naar corruptie staat Indonesië op de 96e plaats van de 180 landen die zijn beoordeeld in 2017.

## Kunst en cultuur

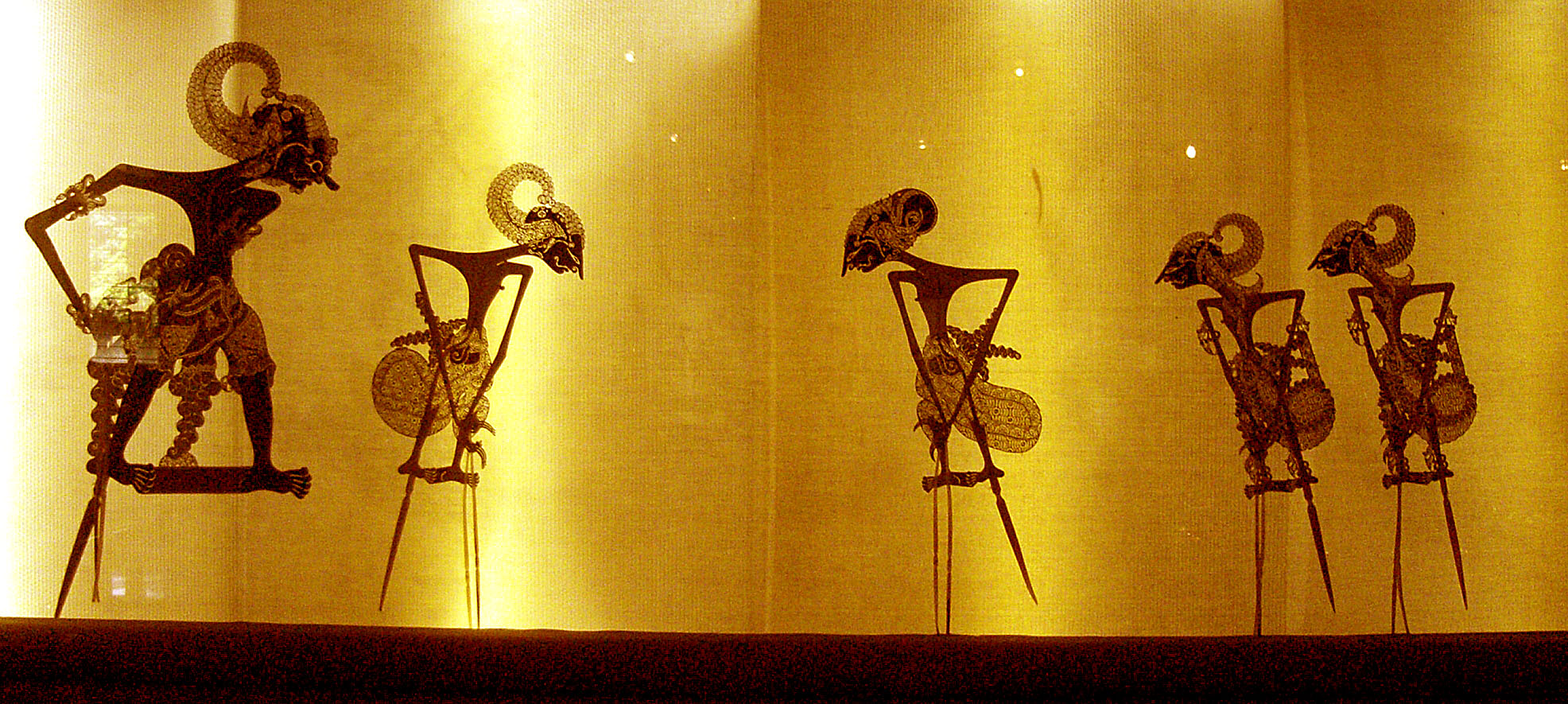
Het epos Mahabharata in een wayang kulit-voorstelling

### Schilderkunst
Op Bali heeft de schilderkunst een traditie. In het begin van de 20e eeuw kwam men met Europese kunst in aanraking die min of meer gekopieerd werd. Tegenwoordig experimenteren kunstenaars met westerse kunststijlen. De oeroude batiktechniek wordt bijvoorbeeld in Midden-Java steeds meer voor schilderijen toegepast.

### Theater, dans en muziek
Op Java kent men de traditionele wayangvoorstelling. Dat is een toneelvoorstelling met poppen, achter een doek. Door verlichting vanachter het doek ziet de toeschouwer een schouwspel dat met speciaal gemaakte wayangpoppen wordt gespeeld. Deze wayangpoppen zijn vaak heel gedetailleerd gemaakt, met veel versieringen. De wayangvoorstelling wordt vaak begeleid door de Gamelan en de wayangverteller spreekt in het (traditioneel-/oud-) Javaans. Het is niet mogelijk om zomaar wayangverteller te worden, er is een opleiding voor vereist die op Java gevolgd kan worden. Tegenwoordig neemt het aantal hedendaagse wayangvertellers dat (traditioneel-/oud-) Javaans spreekt af, en wordt een wayangvoorstelling vaak meer om toeristische redenen gehouden dan om de tradities in ere te houden.
De muziek is gevarieerd, het bekendste is de gamelanmuziek, de traditionele muziek van de Javaanse en Balinese hoven. Ook alle genres van popmuziek zijn vertegenwoordigd, in de nationale taal (Indonesisch) of in lokale talen. Daarnaast zijn er ook populaire genres zoals krontjong, dangdut, campursari, jaipongan en de regionale Pop-Java, Pop Sunda en Pop Minang met elk een eigen geluid.
Al in het verre verleden werden belangrijke gebeurtenissen in het leven van mensen door ceremoniële dansen begeleid. Dit wordt ook wel de wayang-dans genoemd. De meisjes op (onder andere) Bali en Java dansen met heel sierlijke bewegingen (Mudra).

### Handwerk

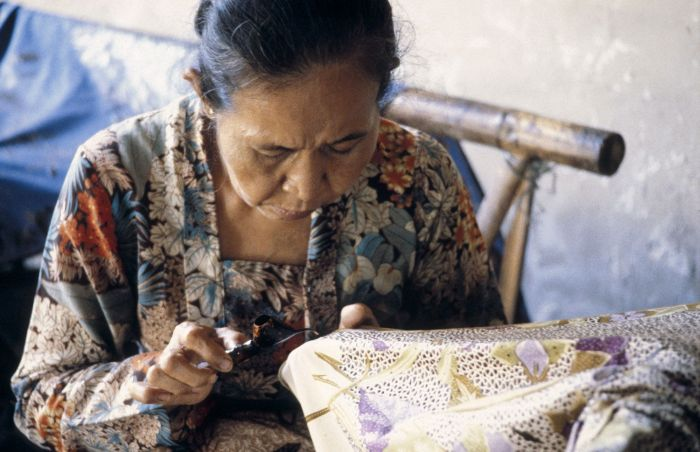
Een vrouw aan het werk in een batik-atelier

Indonesië kent bijzonder smeedwerk. De kunstvaardigheden van de zilversmeden, die filigraanwerk maken, zijn nog steeds in Yogyakarta, West-Sumatra en op Bali te bewonderen.
Veel volken zijn meesters in de kunst van houtbewerking. Aan maskers en beelden wordt vaak magische kracht toegekend. De meeste uitgelezen objecten vervaardigen de Balinese houtsnijders, die hun thema's meestal aan het hindoeïstische geloof ontlenen. Ook bekend is het houtsnijwerk van de Toraja uit het zuidelijke binnenland van Sulawesi of dat van de Asmat van Papoea (voorheen Irian Jaya) op Nieuw-Guinea.
Batik, ikat, songket en endek zijn enkele van de bekendere stofbewerkingstechnieken in Indonesië. Vanwege hun schoonheid worden de stoffen overal ter wereld gewaardeerd. Deze stoffen worden ter gelegenheid van bijzondere ceremonies gedragen.
Er worden door het hele land vliegers gemaakt. Je kunt ze in de vorm van allerlei dieren krijgen, van draken tot kikkers.

### Bezienswaardigheden
- Werelderfgoed in Indonesië
  - Tempelcomplex van Borobudur
  - Nationaal park Ujung Kulon
  - Nationaal park Komodo
  - Prambanan-tempels

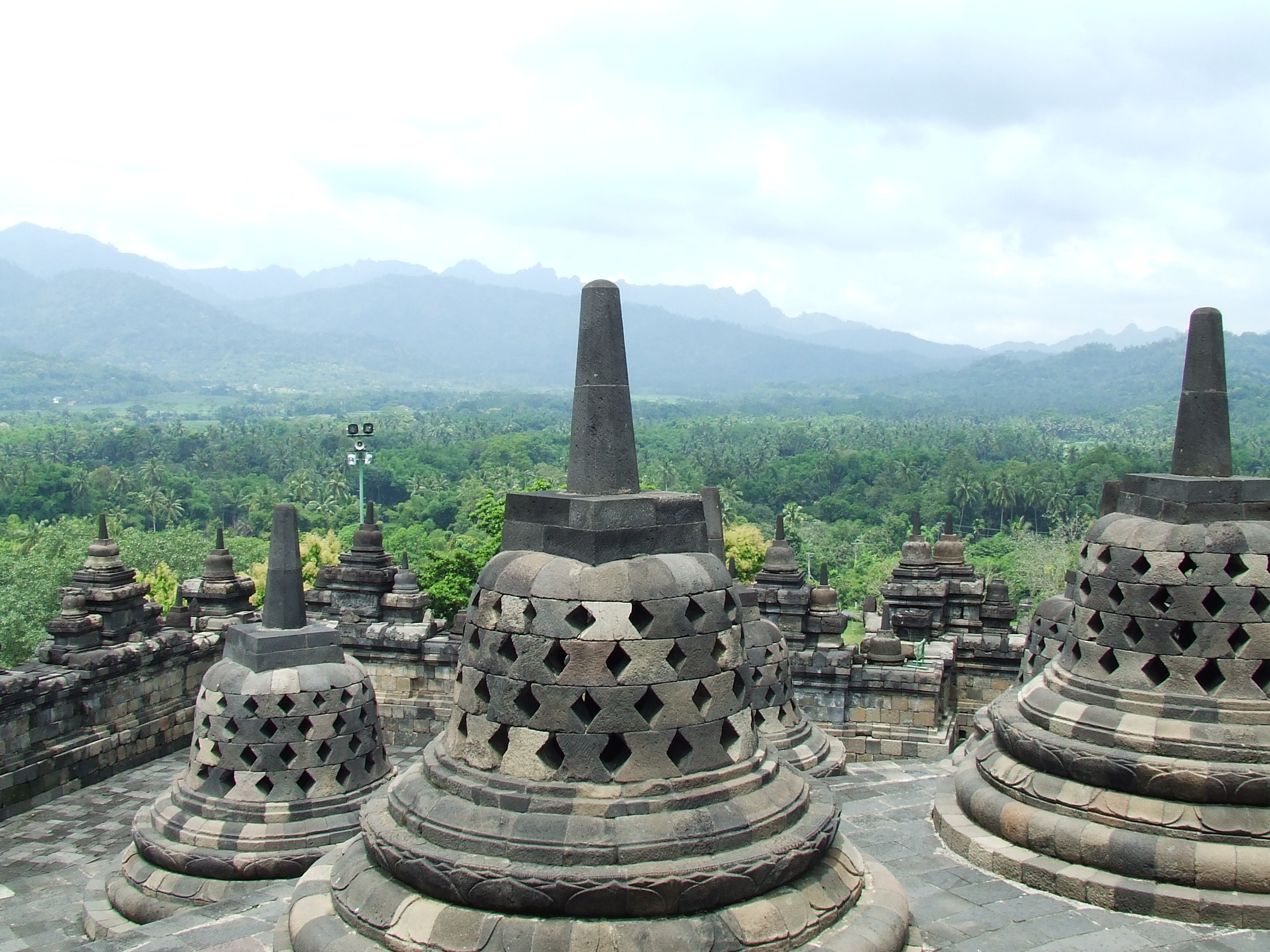
Tempelcomplex van Borobudur

  - Het terrein van Sangiran, de vroege mens
  - Nationaal park Lorentz
  - Tropisch regenwoud van Sumatra
- Tobameer op Sumatra
- Bromo (vulkaan)
- Vele tempels op Bali
- Art deco-architectuur in vooral Bandung en Malang

### Sport
Indonesië kent verschillende duikgebieden. Badminton en tennis zijn ook populaire sporten in Indonesië.
Het Indonesisch voetbalelftal was ten tijde van Nederlands-Indië het eerste Aziatische land dat mee deed aan een WK voetbal. Het nationale elftal speelt zijn thuiswedstrijden in het Bung Karnostadion in de hoofdstad Jakarta.
Pencak silat is een volkssport. Dit is een krijgskunst, gebaseerd op dierenstijlen die zou ontwikkeld zijn tijdens de bezetting door de Engelsen.

## Verkeer en vervoer

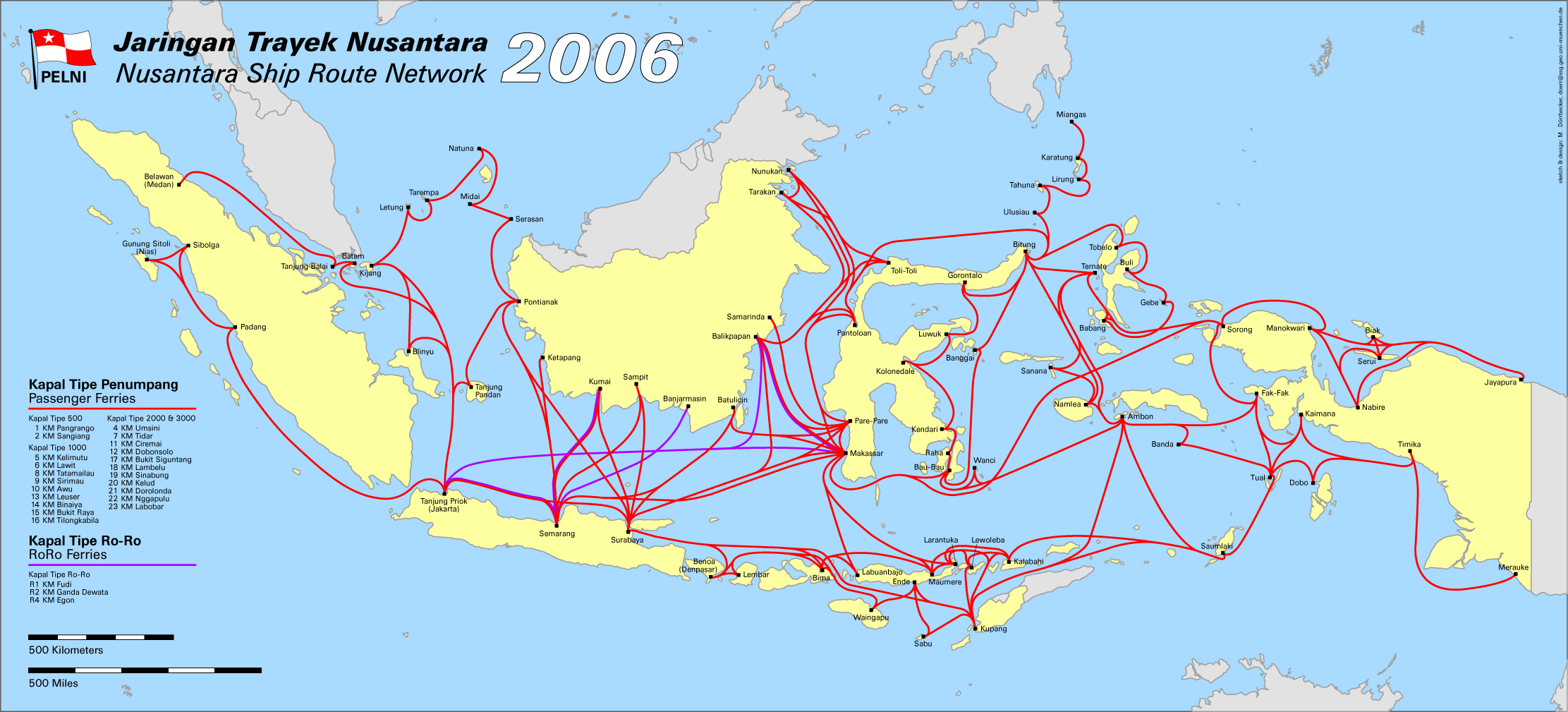
Het netwerk van Pelni in 2006.

Lange tijd vormde een uitgestrekt net van veerverbindingen, uitgebaat onder de vlag van de nationale scheepvaartmaatschappij Pelni, de ruggengraat van de Indonesische infrastructuur. Nog altijd vormen de routes van Pelni een belangrijke verbindingen tussen de steden en eilanden. In de 21e eeuw is daar echter een fijnmazig alternatief bijgekomen van (snellere) luchtvaartverbindingen, geholpen door de opkomst van goedkope vliegtickets en de uitbreiding van het Indonesische netwerk van luchthavens. Ook zijn er vooral op Java goede treinverbindingen. Verder zijn er veel bus- en minibussen. Het stadsverkeer heeft veel scooters, becak en bajaj.
De snelgroeiende bevolking en de economische voorspoed zorgt er echter voor dat mensen vaak lang in de file kunnen staan door gebrek aan snel en betrouwbaar openbaar vervoer. Dit heeft ervoor gezorgd dat er verschillende plannen liggen die in verschillende steden in Indonesië uitgevoerd gaan worden. Een voorbeeld is de treinverbinding die is aangelegd tussen het zuiden van Jakarta en het vliegveld Soekarno-Hatta dat in het noorden van Jakarta ligt.
De eerste hogesnelheidslijn (HSR, Kereta Cepat) in Indonesië verbindt de grootste stad Jakarta en de vierde grootste stad Bandung, de hoofdstad van West-Java, over een afstand van 142,3 kilometer. Geëxploiteerd door consortium Kereta Cepat Indonesia China (KCIC) is de Indonesische hogesnelheidslijn de eerste hogesnelheidslijn in ASEAN met een topsnelheid van 350 kilometer per uur. Het zou ook de eerste hogesnelheidslijn op het zuidelijk halfrond en Zuidoost-Azië zijn.
De projectkosten worden geschat op $7,2 miljard USD. Als rollend materieel werd gekozen voor de KCIC400AF Fuxing EMU-treinstellen. Het eerste treinstel arriveerde medio 2022 in Indonesië en werd getest op 16 november 2022, tijdens de G20-top van Bali in 2022. De hogesnelheidslijn Jakarta-Bandung heeft in mei 2023 proefritten uitgevoerd tijdens de ASEAN-top en de ingebruikname was gepland op 17 augustus 2023, samenvallend met de herdenking van de onafhankelijkheidsdag van Indonesië. Enkele dagen voor die datum werd de geplande opening om veiligheidsredenen tot "begin september" uitgesteld.
De reden dat men in Indonesië links rijdt, is dat men dat in Nederland, het Verenigd Koninkrijk (zie de verkeershervorming onder Thomas Stamford Raffles) en Japan ook deed ten tijde van de kolonisatie. In Nederland is men rechts gaan rijden vanaf de napoleontische tijd toen dat Franse gebruik werd ingevoerd. Dit werd echter niet doorgevoerd in de koloniën.